# Hybrid-Prachtspiere
Die Hybrid-Prachtspiere, Hybrid-Astilbe oder Garten-Astilbe (Astilbe ×arendsii) ist eine gezüchtete Hybridgruppe aus der Gattung der Prachtspieren (Astilbe). An der Züchtung beteiligt waren besonders Astilbe astilboides, Astilbe japonica und Astilbe thunbergii als Mutterpflanzen und Astilbe chinensis var. davidii als Vaterpflanze. 

## Sorten
Es gibt zahlreiche Sorten. Diese werden anhand ihrer Blütezeiten in die drei Blütezeitgruppen Frühe Blütezeitgruppe (Juli), Mittlere Blütezeitgruppe (Juli bis August) und Späte Blütezeitgruppe (August bis September) eingeteilt. Die Sorten lassen sich z. B. durch Wuchshöhe, Laubfärbung und Blütenfarbe voneinander unterscheiden. Die Blüten können weiß, hellrosa, dunkelrosa, violettrosa, lachsrot, rot und dunkelrot sein.
Hier eine Auswahl: 'Amethyst', 'Brautschleier', 'Bressingham Beauty', 'Cattleya', 'Erika', 'Fanal', 'Federsee', 'Glut', 'Irrlicht', 'Spinell', 'Venus', 'Weiße Gloria'.

## Belege
- Eckehart J. Jäger, Friedrich Ebel, Peter Hanelt, Gerd K. Müller (Hrsg.): Rothmaler - Exkursionsflora von Deutschland. Band 5: Krautige Zier- und Nutzpflanzen. Spektrum Akademischer Verlag, Berlin Heidelberg 2008, ISBN 978-3-8274-0918-8, S. 335.